# Bahnhof Greißelbach
Der Bahnhof Greißelbach ist ein ehemaliger Bahnhof in der Oberpfälzer Gemeinde Sengenthal. Im Juli 2020 wurden die Bahnstrecken Neumarkt–Beilngries–Kinding (Anschluss Schnellbahnstrecke) im Positionspapier des VDV als zu reaktivierende Bahnstrecken neu aufgenommen. Damit könnte auch der Bahnhof Greißelbach wieder reaktiviert werden.

## Geschichte
Der Bahnhof wurde um 1886 im Zuge des Baus der Bahnstrecke Neumarkt–Beilngries, der sogenannten Sulztalbahn, errichtet. In Greißelbach wurde ein Abzweig zur 10 km langen Lokalbahn nach Freystadt, der sogenannten Lerzerbahn, errichtet. Der Bahnhof ging mit der Eröffnung der Strecke am 1. Juni 1888 in Betrieb. Nach Einstellung des Personenverkehrs zwischen Neumarkt und Beilngries im September 1987 und der Einstellung des Güterverkehrs zwischen Greißelbach und Beilngries im August 1989 blieb Greißelbach zunächst Endhaltepunkt einer Nebenbahn im Güterverkehr. Am 31. Oktober 1991 wurde der Betrieb ganz eingestellt.

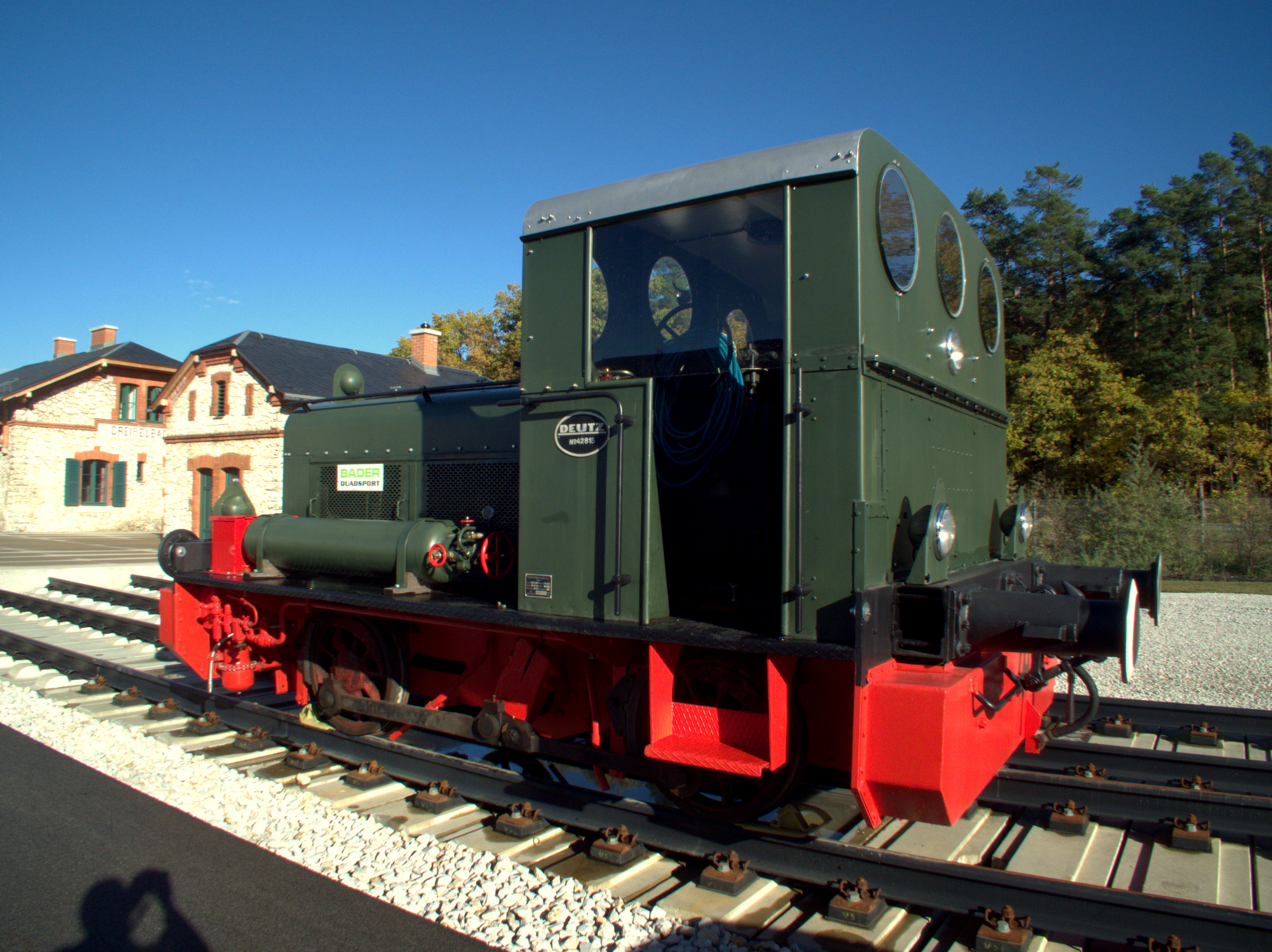
Denkmallokomotive

Seit 2010 gehört das ehemalige Bahnhofsgelände dem Bauunternehmen Max Bögl, das dort ein Präsentationszentrum (Innovationszentrum) für firmeneigene Produkte, wie verschiedene Systeme Feste Fahrbahn, einen Träger des „Maglev Guideway Bögl“ für die Magnetschwebebahn Transrapid und einen Tübbing-Ring errichtete und die Sektion I des Transrapid 07 ausstellte, der früher auf der Transrapid-Versuchsanlage Emsland eingesetzt wurde und anschließend auf dem Flughafen München stand.

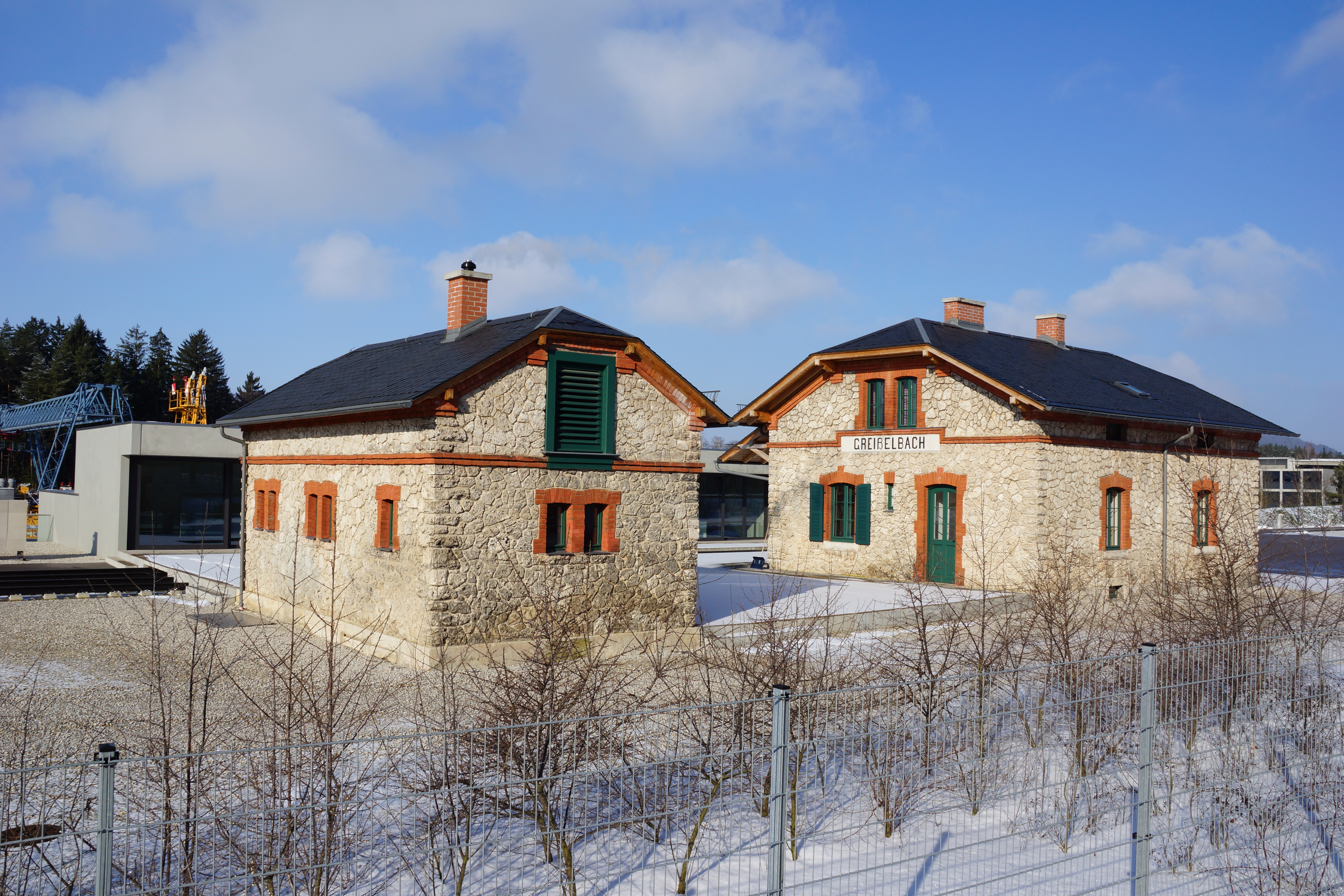
Der ehemalige Bahnhofskomplex

Das Empfangsgebäude ist ein erdgeschossiger Halbwalmdachbau aus Polygonalmauerwerk mit Kniestock, Eckquaderung, Backsteingliederung und hölzernem Perron-Vordach. Zugehörig ist ein Wasch- und Aborthaus in denselben Formen. Der Gebäudekomplex gilt als Baudenkmal.

## Gemeindeteil
Bahnhof-Greißelbach ist zudem ein heute nicht mehr bewohnter Gemeindeteil der Gemeinde Sengenthal. 1938 wohnten hier noch 14 Personen; die Katholiken waren nach St. Nikolaus in Reichertshofen gepfarrt. Das rund 400 m entfernte Dorf Greißelbach gehörte zur Gemeinde Döllwang, später bis zur Gebietsreform in Bayern zur Gemeinde Forst und wurde mit dieser zum 1. Januar 1972 nach Sengenthal eingemeindet.